# Judo na Letních olympijských hrách 1996
Judo na Letních olympijských hrách 1996 probíhalo ve sportovní hale Georgia World Congress Center v Atlantě v období 20. července – 26. července 1996.

## Medailisté

### Muži
| Kategorie | Zlato                            | Stříbro                             | Bronz                                     | Bronz                                      |
| --------- | -------------------------------- | ----------------------------------- | ----------------------------------------- | ------------------------------------------ |
| – 60 kg   | Tadahiro Nomura · Japonsko (JPN) | Girolamo Giovinazzo · Itálie (ITA)  | Dordžpalamyn Narmandach · Mongolsko (MGL) | Richard Trautmann · Německo (GER)          |
| – 65 kg   | Udo Quellmalz · Německo (GER)    | Jukimasa Nakamura · Japonsko (JPN)  | Henrique Guimarães · Brazílie (BRA)       | Israel Hernández · Kuba (CUB)              |
| – 71 kg   | Kenzó Nakamura · Japonsko (JPN)  | Kwak Te-song · Jižní Korea (KOR)    | Christophe Gagliano · Francie (FRA)       | Jimmy Pedro · Spojené státy americké (USA) |
| – 78 kg   | Djamel Bouras · Francie (FRA)    | Tošihiko Koga · Japonsko (JPN)      | Čo In-čchol · Jižní Korea (KOR)           | Ijoseb Lipartelijani · Gruzie (GEO)        |
| – 86 kg   | Čon Ki-jong · Jižní Korea (KOR)  | Armen Bagdasarov · Uzbekistán (UZB) | Mark Huizinga · Nizozemsko (NED)          | Marko Spittka · Německo (GER)              |
| – 95 kg   | Paweł Nastula · Polsko (POL)     | Kim Min-su · Jižní Korea (KOR)      | Aurélio Miguel · Brazílie (BRA)           | Stéphane Traineau · Francie (FRA)          |
| + 95 kg   | David Douillet · Francie (FRA)   | Ernesto Pérez · Španělsko (ESP)     | Frank Möller · Německo (GER)              | Harry Van Barneveld · Belgie (BEL)         |

### Ženy
| Kategorie | Zlato                                   | Stříbro                             | Bronz                                 | Bronz                                |
| --------- | --------------------------------------- | ----------------------------------- | ------------------------------------- | ------------------------------------ |
| – 48 kg   | Kje Sun-hui · Severní Korea (PRK)       | Rjóko Taniová · Japonsko (JPN)      | Amarilis Savónová · Kuba (CUB)        | Yolanda Solerová · Španělsko (ESP)   |
| – 52 kg   | Marie-Claire Restouxová · Francie (FRA) | Hjon Suk-hui · Jižní Korea (KOR)    | Noriko Sugawara · Japonsko (JPN)      | Legna Verdeciaová · Kuba (CUB)       |
| – 56 kg   | Driulis Gonzálezová · Kuba (CUB)        | Čong Son-jong · Jižní Korea (KOR)   | Isabel Fernándezová · Španělsko (ESP) | Marisabelle Lombaová · Belgie (BEL)  |
| – 61 kg   | Júko Emotová · Japonsko (JPN)           | Gella Vandecaveyeová · Belgie (BEL) | Jenny Galová · Nizozemsko (NED)       | Čong Song-suk · Jižní Korea (KOR)    |
| – 66 kg   | Čo Min-son · Jižní Korea (KOR)          | Aneta Szczepańská · Polsko (POL)    | Wang Sien-po · Čína (CHN)             | Claudia Zwiersová · Nizozemsko (NED) |
| – 72 kg   | Ulla Werbroucková · Belgie (BEL)        | Joko Tanabeová · Japonsko (JPN)     | Diadenis Lunaová · Kuba (CUB)         | Ylenia Scapinová · Itálie (ITA)      |
| + 72 kg   | Sun Fu-ming · Čína (CHN)                | Estela Rodríguezová · Kuba (CUB)    | Christine Cicotová · Francie (FRA)    | Johanna Hagnová · Německo (GER)      |

## Přehled medailí
| Pořadí | Země                   | Zlato | Stříbro | Bronz | Celkově |
| ------ | ---------------------- | ----- | ------- | ----- | ------- |
| 1.     | Japonsko               | 3     | 4       | 1     | 8       |
| 2.     | Francie                | 3     | 0       | 3     | 6       |
| 3.     | Jižní Korea            | 2     | 4       | 2     | 8       |
| 4.     | Kuba                   | 1     | 1       | 4     | 6       |
| 5.     | Belgie                 | 1     | 1       | 2     | 4       |
| 6.     | Polsko                 | 1     | 1       | 0     | 2       |
| 7.     | Německo                | 1     | 0       | 4     | 5       |
| 8.     | Čína                   | 1     | 0       | 1     | 2       |
| 9.     | Severní Korea          | 1     | 0       | 0     | 1       |
| 10.    | Španělsko              | 0     | 1       | 2     | 3       |
| 11.    | Itálie                 | 0     | 1       | 1     | 2       |
| 12.    | Uzbekistán             | 0     | 1       | 0     | 1       |
| 13.    | Nizozemsko             | 0     | 0       | 3     | 3       |
| 14.    | Brazílie               | 0     | 0       | 2     | 2       |
| 15.    | Gruzie                 | 0     | 0       | 1     | 1       |
| —      | Mongolsko              | 0     | 0       | 1     | 1       |
| —      | Spojené státy americké | 0     | 0       | 1     | 1       |
| Celkem | Celkem                 | 14    | 14      | 28    | 56      |